# Walter Franklin Prince
Walter Franklin Prince (Detroit, 22 aprile 1863 – 7 agosto 1934) è stato un parapsicologo e presbitero statunitense, ordinato al'interno della Chiesa Episcopale statunitense e poi fondatore della Boston Society for Psychical Research.

## Biografia
Nel 1881, si diplomò alla Kents Hill School, vicino a Readfield, nello stato del Maine, in vista dell'ordinazione nella Chiesa Episcopale. Tre anni più tardi, conseguì il Bachelor of Divinity alla Drew University di Madison, e, nel 1899, il dottorato all'Università di Yale con una dissertazione sulla personalità multipla. Nel 1910 fu nominato rettore della Chiesa di Tutti i Santi a Pittsburgh e nel 1916 direttore della psicoterapia presso la Chiesa episcopale di San Marco a New York.
Nel 1885, Prince sposò Lelia Madora Colman. Prince fu molto amico degli illusionisti Harry Houdini e di Hereward Carrington, che gli avevano mostrato i trucchi del mestiere utilizzati da impostori e sedicenti medium nel corso di pubbliche esibizioni. Se Prince si mostrò pubblicamente scettico nei confronti dei fenomeni paranormali, particolarmente critico verso la medium Margery Mina Crandon, tuttavia sia lui che Carrington non furono categorici quanto Houdini nell'escludere la sola possibilità di questi fatti, bensì in alcuni casi credettero di trovarsi di fronte ad autentici fenomeni di natura medianica. Houdini e Prince ebbero un intenso scambio di lettere, malgrado le divergenze di vedute.
Invece, la coppia Prince-Colman non ebbe figli e adottò una bambina, che nel 1924 restò orfana della madre Lelia.
Nel 1908, Prince si unì all'American Society for Psychical Research (ASPR). Nel 1915 lasciò il clero per diventare collaboratore dell'amico e collega James H. Hyslop. Alla sua morte nel 1920, divenne direttore dell'ASPR Journal and Proceedings e delle attività di ricerca dell'associazione.
Prince scrisse diverse opere sullo studio delle facoltà psichiche del genere umano, fra le quali The Psychic in the House (pubblicato a Boston nel 1926), The Case of Patience Worth (Boston, 1927), The Enchanted Boundary (Boston, 1930).
Secondo il ricercatore britannico Robert Ashby, Prince «rimase fortemente scettico sulla possibilità della psicocinesi e di altri fenomeni (para)psichici, ma si convinse che non poteva assolutamente esistere alcun dubbio circa la telepatia, la chiaroveggenza e la precognizione. Nel 1927 contribuì al libro The Case For And Against Psychical Belief, che presentava le argomentazioni di esperti favorevoli e scettici rispetto ai fenomeni parapsicologici. Prince fu anche un amico intimo di Joseph Banks Rhine, per il quale firmò la prefazione al libro Extrasensory Perception del 1934.
Prince fu uno dei redattori della popolare rivista Scientific American, che si occupava di esaminare i presunti medium e i fenomeni paranormali ad essi attribuiti. Insieme a William James, fu l'unico americano a ricoprire la carica di presidente della Society for Psychical Research londinese, dal 1930 al 1931.

## Attività scientifica

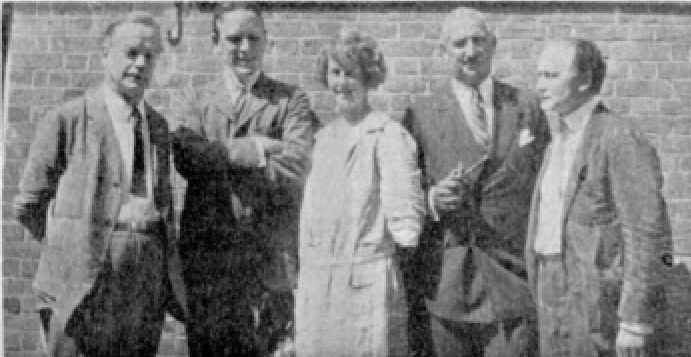
Da sinistra a destra sono visibili: Walter Franklin Prince, Daniel Frost Comstock, Mina Crandon, Orson Desaix Munn e Harry Houdini.

Prince ebbe on generale un atteggiamento scettico circa le affermazioni dei medium fisici. Si iscrisse alla Society of American Magicians per acquisire familiarità con i trucchi di prestigiatori e smascherare le frodi degli impostori. Nel documento A Survey of American Slate-Writing Mediumship, di quasi 300 pagine, illustrò i metodi fraudolenti a supporto della scrittura di ardesia utilizzati dal sedicente medium Pierre LOA Keeler, che comunque lo persuase della possibilità dei fenomeni psichici, lasciandolo scettico riguardo allo spiritismo.
Nel 1921, Prince si trasferì in Messico per collaborare con il medico tedesco Gustav Pagenstecher ad un ciclo di esperimenti psicometrici con la chiaroveggente Senora Maria Reyes de Zierold, che si conclusero positivamente in merito alle sue facoltà di percezione extrasensoriale.  Prince confidò ad Hans Driesch che gli esperimenti con Zierold lo avevano cambiato profondamente, poiché si era recato in Messico da scettico ed era tornato indietro come uno "psicologo".
L'anno successivo, Prince indagò su un presunto caso di poltergeist in una fattoria di Caledonia Mills, per il quale concluse che il fenomeno era autentico e causato da Mary-Ellen, figlia adottiva dei proprietari del luogo infestato.
Prince si mostrò possibilista circa la medianità di Pearl Curran, che aveva personalmente visitato nel '24, ma non pervenne mai ad una conclusione definitiva, malgrado gli esperimenti condotti nel 1926.
Nel 1925, l'indagine su Mina Crandon fece venire alla luce la componente spiritualista esistente all'interno dell'American Society for Psychical Research, la cui posizione ufficiale fu tuttavia quella che la avesse soppresso tutte le manifestazioni a lei non favorevoli. Prince si professò preoccupato dal numero di "spiritualisti creduloni" che si erano uniti all'ASPR e come reazione si dimise da tutti gli incarichi, per fondare la Boston Society for Psychical Research con il supporto dell'amico e collega William McDougall.
La corrente spiritualista accusò di faziosità Prince e i suoi seguaci, che sostenevano la natura psichica e umana dei fenomeni non ordinari registrati o misurati in termini psicometrici.
Gli spiritualisti affermavano invece che la loro causa prima fosse una sostanza invisibile, incorporea e cosciente, fisicamente presente nel tempo e luogo dei fenomeni, attribuita agli angeli o più genericamente ad entità spirituali non meglio definite. Il corpo del medium era ritenuto come una causa seconda, uno strumento per invocare gli enti spirituali e per garantire la loro permanenza nei luoghi dei fenomeni, intendendo quindi il ruolo umano come una condizione necessaria ma non in sé sufficiente per la riproducibilità e misurabilità sperimentale dei fenomeni paranormali.
In una lettera al mago Joseph Rinnil datata 1º febbraio 1934, Prince definì il caso Crandon come «il complesso di frodi meglio congegnato, più duraturo e fantastico della storia della ricerca psichica».
Prince si occupò della medium Maria Silbert che aveva sviluppato la capacità di manovrare uno stiletto usando con il solo uso dei piedi e in questo modo era capace di scrivere dei nomi sui portasigarette posti al di sotto del tavolo. Prince partecipò a una serie di sedute con Rudi Schneider, durante le quali furono osservati fenomeni paranormali. Neilsettimo bollettino del Società di Ricerca Psichica di Boston, rubricato nel 1928 al titolo Experiments with Physical Mediums in Europe, scrisse «malgrado le mie rimostranze argomentate e continue, nessun fenomeno si è verificato durante gli esami ai quali ho preso parte, ad eccezione dei movimenti del sipario che erano i più semplici da spiegarsi».
Con riferimento al medium Jan Guzyke giunse alla conclusione che questi non possedesse alcuna facoltà paranormale.

## Accoglienza e eredità
Prince è stato definito come uno dei "grandi maestri" nella storia della parapsicologia. Quanto pubblicato all'interno delle sue opere, unitamente alle altre ricerche, esercitarono una notevole influenza nelle generazioni di medium e parapsicologi successivi.
Prince attirò le critiche degli scettici e dagli spiritisti. Gli scettici come lo psicologo Joseph Jastrow affermarono che Prince era un ingenuo che non applicava lo stesso livello di scetticismo nei confronti di altri fenomeni psichici.